# Ilha Broughton

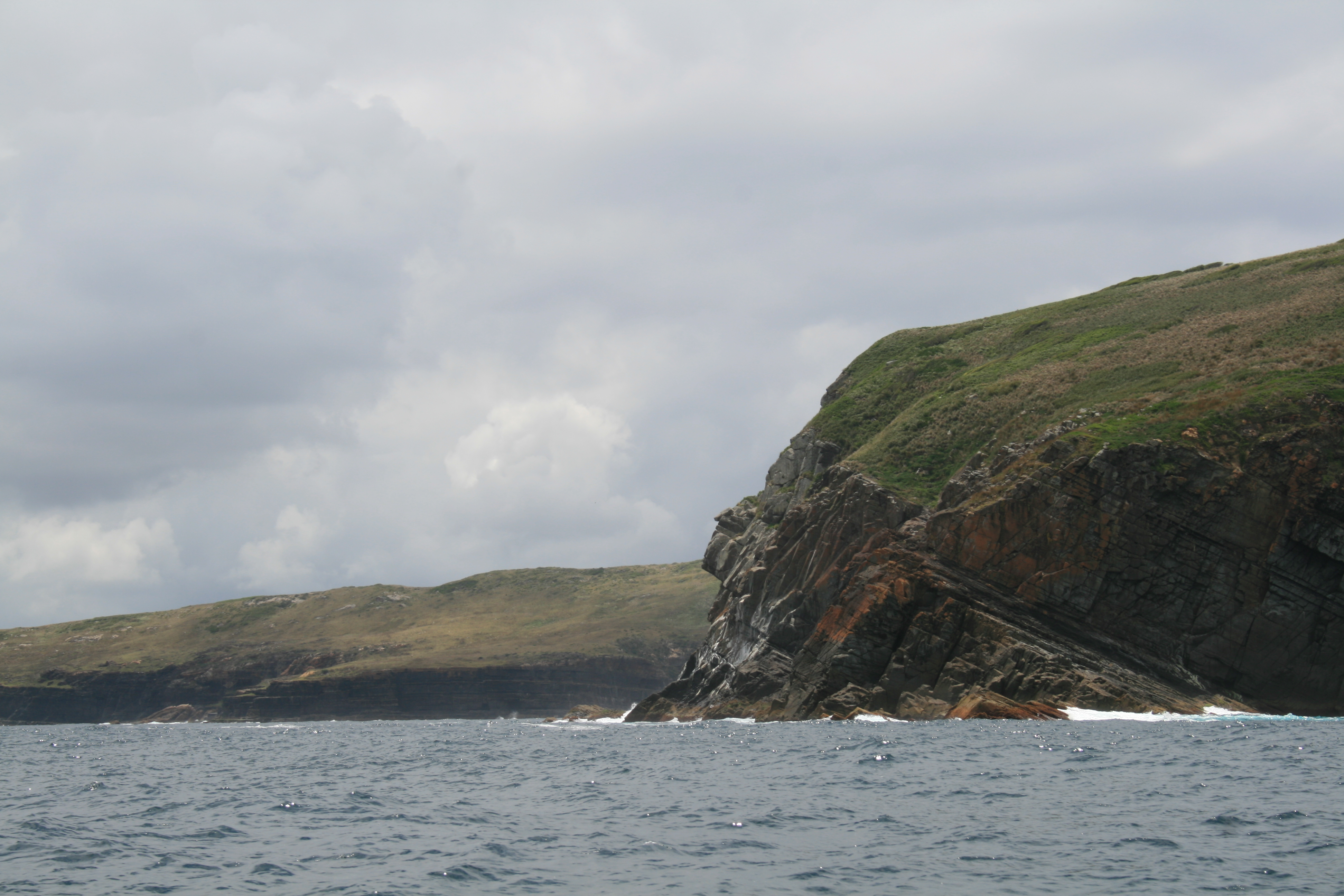
Ilha Broughton

A Ilha Broughton é uma ilha que se localiza a cerca de 12 km a Nordeste de Port Stephens, Nova Gales do Sul, Austrália.. Faz parte do Parque Nacional Lagos Myall.